# Likformig kontinuitet
Likformig kontinuitet är en strängare form av kontinuitet. Likformig kontinuitet är till skillnad från kontinuitet en global egenskap, och är därför inte definierad för enskilda punkter. En funktion kan vara kontinuerlig i varje punkt i ett intervall utan att för den skull vara likformigt kontinuerlig på intervallet.
Informellt kan man säga att om en funktion är likformigt kontinuerlig så medför små förändringar i argumentet x små förändringar i f(x), oberoende av vilket x vi betraktar. För att kunna säga att en funktion f är likformig kontinuerlig krävs att f är definierad mellan rum som har mer struktur än bara en topologi. En sådan struktur kallas en likformig struktur. Typiska exempel på sådana rum är metriska rum samt topologiska grupper. 

## Definition
En funktion f : M → N definierad mellan metriska rum M och N,  säges vara likformigt kontinuerlig på mängden I om
{\displaystyle \forall \varepsilon >0{\mbox{ }}\exists \delta >0{\mbox{ s.a. }}\forall x_{1},x_{2}\in I,\;d_{M}(x_{1},x_{2})<\delta \Longrightarrow d_{N}(f(x_{1}),f(x_{2}))<\varepsilon }
där dM och dN är avståndsfunktionerna på M respektive N (se metriskt rum). Skillnaden jämfört med vanlig kontinuitet är att för likformigt kontinuerliga funktioner går det att finna ett δ som är användbart över hela intervallet.

## Exempel
Exempel på funktioner som är likformigt kontinuerliga:
- {\displaystyle f(x)={\sqrt {x}}} på de positiva reella talen.
- Varje Lipschitz- och Hölderkontinuerlig funktion.

Exempel på funktioner som är kontinuerliga, men inte likformigt kontinuerliga:
- f(x)=1/x på intervallet (0,1].
- Tangens på intervallet (−π/2, π/2).
- {\displaystyle f(x)=e^{x}} på den reella tallinjen.

## Egenskaper
- Om M är ett kompakt metriskt rum är varje kontinuerlig funktion {\displaystyle f:M\rightarrow N} likformigt kontinuerlig, Heine-Cantors sats. Exempelvis är kontinuerliga funktioner på kompakta intervall alltid likformigt kontinuerliga.
- Om {\displaystyle f:M\rightarrow N} är likformigt kontinuerlig, så avbildas Cauchyföljder i M på Cauchyföljder i N.
- Likformig kontinuitet är, till skillnad från kontinuitet, en global egenskap hos en funktion.